# Ayubiana enta
Ayubiana enta är en insektsart som beskrevs av Irena Dworakowska 1993. Ayubiana enta ingår i släktet Ayubiana och familjen dvärgstritar. Inga underarter finns listade i Catalogue of Life.